# UFC 251
UFC 251: Usman vs. Masvidal è stato un evento di arti marziali miste tenuto dalla Ultimate Fighting Championship il 12 luglio 2020 al Flash Forum dell'Isola di Yas, negli Emirati Arabi Uniti.

## Risultati
|                                        | Divisione             |                           |                 |                           | Metodo                                      | Round           | Tempo           | Premio          |
| Card Principale                        | Card Principale       | Card Principale           | Card Principale | Card Principale           | Card Principale                             | Card Principale | Card Principale | Card Principale |
| -------------------------------------- | --------------------- | ------------------------- | --------------- | ------------------------- | ------------------------------------------- | --------------- | --------------- | --------------- |
| Sfida valida per il titolo di campione | Pesi welter           | Kamaru Usman (c)          | batte           | Jorge Masvidal            | Decisione unanime (50–45, 50–45, 49–46)     | 5               | 5:00            |                 |
| Sfida valida per il titolo di campione | Pesi piuma            | Alexander Volkanovski (c) | batte           | Max Holloway              | Decisione non unanime (47–48, 48–47, 48–47) | 5               | 5:00            |                 |
| Sfida valida per il titolo di campione | Pesi gallo            | Pëtr Jan                  | batte           | José Aldo                 | KO tecnico (pugni)                          | 5               | 3:24            |                 |
|                                        | Pesi paglia femminili | Rose Namajunas            | batte           | Jéssica Andrade           | Decisione non unanime (29–28, 28–29, 29–28) | 3               | 5:00            | FOTN            |
|                                        | Pesi mosca femminili  | Amanda Ribas              | batte           | Paige VanZant             | Sottomissione (armbar)                      | 1               | 2:21            |                 |
| Card Preliminare (ESPN)                |                       |                           |                 |                           |                                             |                 |                 |                 |
|                                        | Pesi mediomassimi     | Jiří Procházka            | batte           | Volkan Oezdemir           | KO (pugno)                                  | 2               | 0:49            | POTN            |
|                                        | Pesi welter           | Muslim Salikhov           | batte           | Elizeu Zaleski dos Santos | Decisione non unanime (30–27, 28–29, 29–28) | 3               | 5:00            |                 |
|                                        | Pesi piuma            | Makwan Amirkhani          | batte           | Danny Henry               | Sottomissione tecnica (anaconda choke)      | 1               | 3:15            |                 |
|                                        | Pesi leggeri          | Leonardo Santos           | batte           | Roman Bogatov             | Decisione unanime (29–26, 29–26, 29–26)     | 3               | 5:00            |                 |
| Card Preliminare (UFC Fight Pass)      |                       |                           |                 |                           |                                             |                 |                 |                 |
|                                        | Pesi massimi          | Marcin Tybura             | batte           | Maxim Grishin             | Decisione unanime (30–27, 30–27, 30–26)     | 3               | 5:00            |                 |
|                                        | Catchweight (129 lbs) | Raulian Paiva             | batte           | Zhalgas Zhumagulov        | Decisione unanime (30–27, 30–27, 30–26)     | 3               | 5:00            |                 |
|                                        | Catchweight (141 lbs) | Karol Rosa                | batte           | Vanessa Melo              | Decisione unanime (30–27, 30–27, 30–26)     | 3               | 5:00            |                 |
|                                        | Pesi gallo            | Davey Grant               | batte           | Martin Day                | KO (pugno)                                  | 3               | 2:38            | POTN            |

## Premi
I lottatori premiati ricevettero un bonus di 50.000 dollari.
Legenda:
- FOTN: Fight of the Night (vengono premiati entrambi gli atleti per il miglior incontro dell'evento)
- POTN: Performance of the Night (viene premiato il vincitore per la migliore performance dell'evento)